# Radikaler Konstruktivismus
Der Radikale Konstruktivismus ist eine Position der Erkenntnistheorie, die sich deutlich von anderen Konstruktivismen unterscheidet.
Eine der Grundannahmen des radikalen Konstruktivismus ist, dass die persönliche Wahrnehmung nicht das Abbild einer Realität produzieren kann, welche unabhängig vom Individuum besteht, sondern dass Realität für jedes Individuum immer nur eine Konstruktion seiner eigenen Sinnesreize und seiner Gedächtnisleistung bedeutet. Deshalb ist Objektivität im Sinne einer Übereinstimmung von wahrgenommenem (konstruiertem) Bild und Realität unmöglich; jede Wahrnehmung ist vollständig subjektiv. Darin besteht die Radikalität (Kompromisslosigkeit) des radikalen Konstruktivismus.
Als Begründer des radikalen Konstruktivismus gilt Ernst von Glasersfeld. Nach von Glasersfeld ist das Kernproblem der abendländischen Epistemologie: „Erkennen zu wollen, was außerhalb der Erlebniswelt liegt.“ Dieses Problem ist nach dem radikalen Konstruktivismus nicht zu lösen, sondern zu umgehen; Anregungen dazu hatte von Glasersfeld in den Arbeiten des Psychologen und Epistemologen Jean Piaget gefunden: Schon Piaget habe erklärt, „daß die kognitiven Strukturen, die wir ‚Wissen‘ nennen, nicht als ‚Kopie der Wirklichkeit‘ verstanden werden dürfen, sondern vielmehr als Ergebnis der Anpassung.“ Glasersfeld prägte dafür den Begriff Viabilität. Mit diesem Begriff wird zwischen „einer ikonischen Beziehung der Übereinstimmung oder Widerspiegelung“ und einer „Beziehung des Passens“ unterschieden. Damit sei die Illusion überwunden, dass die „empirische Bestätigung einer Hypothese oder der Erfolg einer Handlungsweise Erkenntnis einer objektiven Welt bedeuten.“
Dem radikalen Konstruktivismus werden auch der Biophysiker und Kybernetiker Heinz von Foerster und die Neurobiologen Humberto Maturana und Francisco Varela als Hauptvertreter zugerechnet, auch wenn die beiden Letzteren nicht als Konstruktivisten bezeichnet werden möchten. Maturana und Varela entwickelten das Konzept der Autopoiesis, das auch in geistes- und sozialwissenschaftliche Bereiche ausstrahlte, z. B. in den 1980er Jahren in die soziologische Systemtheorie von Niklas Luhmann. Heinz von Foerster formulierte eine kybernetische Epistemologie, d. h. eine Theorie des Wissenserwerbs auf der Grundlage der Kybernetik.

## Geschichte
Ernst von Glasersfeld macht konstruktivistisches Gedankengut schon bei den Vorsokratikern aus. Schon die Sophisten und Skeptiker trugen Belege für die Unzuverlässigkeit der menschlichen Sinnesorgane zusammen. Platons Höhlengleichnis ist nach von Glasersfeld eine Veranschaulichung der Wirklichkeit. Aber auch die apophatische Theologie vertrat die Ansicht: Gott könne nicht mit menschlichen Begriffen erfasst werden, da diese ja ausnahmslos der menschlichen Erfahrung entstammten. Der Gelehrte Johannes Scottus Eriugena vertrat im 9. Jahrhundert die Ansicht, dass der Mensch seine Natur nicht so bestimmen könne, dass er in der Lage sei, zu sagen, was er sei. und der im 14. Jahrhundert ebenfalls in der Tradition der negativen Theologie stehende Dominikaner Meister Eckhart bittet Gott, er möge ihn von der (stets konstruierten) Vorstellung Gottes befreien, da auch das zur geschaffenen weltlichen Struktur gehöre: „Darum bitte ich Gott, daß er mich Gottes quitt mache; denn mein wesentliches Sein ist oberhalb von Gott, sofern wir Gott als Beginn der Kreaturen fassen“. John Locke habe den Begriff Reflexion ebenso benutzt, wie ihn im 20. Jahrhundert Piaget verwendete. George Berkeley war der Ansicht, Zahlen seien ein Geschöpf des Geistes und hingen daher vollständig vom Betrachter ab. David Hume folgerte: „Wenn wir also sagen, daß ein Ding mit einem anderen verknüpft ist, dann meinen wir lediglich, daß die beiden Objekte in unseren Gedanken verknüpft sind und diese unsere Schlussfolgerungen hervorrufen, wodurch sie sich wechselseitig ihre Existenz beweisen“. Giambattista Vico, einer der ersten Konstruktivisten im Sinne von Glasersfelds, habe 1710 darauf hingewiesen, dass die Wörter verum (wahr) und factum (Tatsache) für die Lateiner austauschbar gewesen seien. Immanuel Kant gab zu bedenken: „Bisher nahm man an, alle unsere Erkenntnis müsse sich nach den Gegenständen richten; […] Man versuche es daher einmal, ob wir nicht in den Aufgaben der Metaphysik damit besser fortkommen, daß wir annehmen, die Gegenstände müssen sich nach unserer Erkenntnis richten“. Hermann von Helmholtz schrieb, dass das Prinzip der Kausalität in der Tat nichts anderes als die Voraussetzung der Gesetzmäßigkeit in all den Erscheinungen der Natur sei.
Der radikale Konstruktivismus entstand in der Konsequenz aus den Ergebnissen der o. g. Wissenschaftler und des wissenschaftlichen Zeitgeistes in den 1970er Jahren. Von Glasersfeld verknüpfte 1974 erstmals das Wort „radikal“ mit der genetischen Erkenntnistheorie von Jean Piaget. Sein Ziel war es, die Konsequenzen aus der genetischen Erkenntnistheorie Piagets zu ziehen. Von Glasersfeld erweiterte den Ansatz von Piaget um die Herausbildung des Ich, die Funktion der Sprache und der Kommunikation sowie um die Anwendung konstruktivistischer Grundlagen im arithmetischen Unterricht.
1978 fand in San Francisco die Tagung „Konstruktion von Wirklichkeiten“ statt, Veranstalter waren von Förster und Varela. Im Mittelpunkt stand die Überzeugung der teilnehmenden Wissenschaftler unterschiedlichster Disziplinen wie Biologie, Soziologie, Politikwissenschaft, Logik, Linguistik, Anthropologie und Psychotherapie, dass die traditionelle Erkenntnistheorie nicht länger aufrechterhalten werden konnte. Der radikale Konstruktivismus wurde einer breiten Öffentlichkeit vor allem durch die Veröffentlichungen von Paul Watzlawick (Anleitung zum Unglücklichsein, Die erfundene Wirklichkeit, Wie wirklich ist die Wirklichkeit) bekannt.
Seine größte Wirkung entfaltete der radikale Konstruktivismus im Bereich der Wissenschaftstheorie. Hier kann der radikale Konstruktivismus im Umfeld von relativistischen bzw. pragmatischen Ansätzen verortet werden, da er wie diese den Absolutheitsanspruch wissenschaftlicher Erkenntnis ablehnt. Insbesondere die Theorie des Beobachters wurde häufig rezipiert. Der Begriff des Beobachters changiert dabei zwischen seiner altsprachlichen Bedeutung, der abstrakten Rolle einer Instanz in Regelungssystemen (siehe Beobachter) als auch im Sinne der wissenschaftlichen Beobachtung. Während im Realismus der Beobachter die Welt gleichsam von einem neutralen Standpunkt aus betrachtet, sich beobachtend nicht als Teil der Welt versteht, den Einfluss des Beobachters ausschließen will, weist der radikale Konstruktivismus darauf hin, dass dieser Standpunkt nicht eingenommen werden kann: Der Beobachter ist immer Teil der Welt und hat immer einen subjektiven Standpunkt und beeinflusst so immer auch die Beobachtung selbst.

## Theorie
Der radikale Konstruktivismus ist eine „unkonventionelle Weise, die Probleme des Wissens und Erkennens zu betrachten“. Der radikale Konstruktivismus besagt, dass das gesamte Wissen nur in den Köpfen von Individuen existiert und dass ein denkendes Individuum sein Wissen nur auf der Grundlage der eigenen Erfahrung über seine Körpersinne zusammenfügen kann. Kein Individuum kann die Grenzen seiner persönlichen Erfahrung überschreiten. Die Erkenntnis eines „objektiven Wissens“, der Wahrheit, der ontologischen Realität ist daher nicht möglich. Auch wenn viele Menschen die gleiche wissenschaftliche Erkenntnis für sich erfolgreich verwenden, wird diese dadurch nicht objektiv wahr.
Jede Wahrnehmung ist das Ergebnis eines Sinnesreizes und dessen Verarbeitung im Nervensystem. Die Veränderung von Sinnesdaten in elektrische Impulse im Nervensystem macht es unmöglich, einen Rückschluss zu ziehen auf die Natur des Ding an sich, d. h. auf die ursprüngliche Beschaffenheit des auslösenden Agens. „Niemand wird je imstande sein, die Wahrnehmung eines Gegenstands mit dem postulierten Gegenstand selbst, der die Wahrnehmung verursacht haben soll, zu vergleichen“, d. h. Wahrnehmung und Erkenntnis sind konstruktive, nicht abbildende Tätigkeiten.
Erkenntnis liefert kein Bild der realen Welt, sie liefert nur eine subjektive Konstruktion, die zur Welt „passt“ (wie ein Schlüssel zum Schloss passt). Sie ist wie ein „begriffliches Werkzeug, dessen Wert sich nur nach ihrem Erfolg im Gebrauch bemisst“. Das stimmt mit Platons Höhlengleichnis und der Sichtweise von Kant überein: „Die Dinge, die unsere Sinne und unsern Verstand darstellen, sind nur Erscheinungen, d. i., Gegenstände unserer Sinne und unseres Verstandes, die das Zusammentreffen der Gelegenheitsursachen und der Wirkung des Verstandes sind.“ Die „Gelegenheitsursache“ ist das, was unsere Wahrnehmungsorgane aufnehmen, in Form von elektrischen Impulsen an das Gehirn weiterleiten und dort von diesem zu einem Bild von Welt (oder Weltausschnitt) interpretiert, zusammengefügt, eben konstruiert wird.
Das Gehirn ist dabei kein „Monitor“, der eingehende Signale in ein Bild verwandelt, sondern bei der Interpretation fließt die gesamte Erfahrung des Individuums in die Konstruktion ein.
„Das Gedächtnis ist das wichtigste Sinnesorgan: Das meiste, was wir wahrnehmen, stammt aus dem Gedächtnis. Wir nehmen stets durch die ‚Brille‘ unseres Gedächtnisses wahr, denn das, was wir wahrnehmen, ist durch frühere Wahrnehmung entscheidend mitbestimmt.“

### Grundprinzipien
Grundprinzipien des radikalen Konstruktivismus sind – mit Bezug auf Piaget:
1. „Wissen wird nicht passiv aufgenommen, weder durch die Sinnesorgane noch durch Kommunikation.
2. Wissen wird vom denkenden Subjekt aktiv aufgebaut.
3. Die Funktion der Kognition ist adaptiver Art, und zwar im biologischen Sinn des Wortes, und zielt auf Passung oder Viabilität.
4. Kognition dient der Organisation der Erfahrungswelt des Subjekts und nicht der ‚Erkenntnis‘ einer objektiven, ontologischen Realität.“

Im Gegensatz zur Erkenntnistheorie Kants versteht sich der radikale Konstruktivismus als eine Theorie des Wissens. Wissen ist damit „ein Werkzeug, das nach seiner Nützlichkeit beurteilt werden muß und nicht als metaphysischer Entwurf anzusehen ist.“

### Grundbegriffe
Piaget erklärt Wissen biologisch. Aus der systematischen Beobachtung von Kindern versteht er „Kognition als biologische Funktion und nicht als Ergebnis unpersönlicher, universaler und ahistorischer Faktoren“. Der radikale Bruch mit dem üblichen philosophischen Ansatz der Erkenntnistheorie liegt darin, dass es nicht um eine ontologische Welterklärung geht, sondern um die Erklärung der Welt, wie sie der Organismus erlebt.
Entscheidend ist die Fähigkeit des Kindes in seiner Entwicklung, sich an Gegenstände zu erinnern. Diesen Vorgang nennt von Glasersfeld „Re-Präsentation“, das Objekt wird wiedervorgestellt. Dabei wird das Objekt nach einer vergangenen Erfahrung aus dem Gedächtnis zum Zeitpunkt der Re-Präsentation neu konstruiert.
Ein weiterer entscheidender Schritt in der Entwicklung des Kindes ist getan, wenn es einem Objekt eine eigene Existenz zumisst. Das Objekt gilt nunmehr also nicht als verschwunden, wenn das Kind es nicht sieht ([Objektpermanenz]). Damit kann das Objekt sich auch bewegen, altern, wandeln, und wird trotzdem wiedererkannt. Es wird auch als Objekt in kausalen Prozessen erkannt.
Das Kind verbindet nun mit diesem Objekt allgemein Erwartungen. Werden diese Erwartungen mit nur geringen Abweichungen erfüllt, nennt der radikale Konstruktivismus diesen Vorgang „Assimilation“. Die Erfahrung mit diesem Objekt wird bestätigt, verstärkt, von Glasersfeld spricht auch von einer Verstärkung des „Wiedererkennungsmusters“.
Wird diese Erwartung nicht erfüllt, entsteht eine Störung, die der radikale Konstruktivismus „Perturbation“ nennt. Diese Perturbation führt zu einer Veränderung des vorhandenen Erkennungsmusters. Es wird ein neues Erkennungsmuster unter Einbeziehung der neuen Bedingungen erzeugt, so dass in Zukunft die Erwartungen in der Situation wieder erfüllt werden. Der radikale Konstruktivismus nennt diesen Vorgang „Akkommodation“. Das Kind hat etwas gelernt – die Perturbation wurde beseitigt.
Durch den Vorgang der Beseitigung der Perturbation durch Akkommodation wird der Zustand des Gleichgewichts für das Individuum wiederhergestellt. Diesen Vorgang nennt der radikale Konstruktivismus „Äquilibration“. Von Glasersfeld sieht darin eine neuartige Lerntheorie. Nach von Glasersfeld arbeitet Äquilibration wie ein Regelsystem mit negativer Rückkopplung und gilt nicht nur für den begrifflichen Bereich, sondern auch für den Bereich der sozialen Interaktion. Soziale Interaktionen sind eine viel reichhaltigere Quelle für Perturbationen und die darauffolgenden Akkommodationen als die auf der sensomotorischen Ebene veranlassten Störungen.

### Handlungsschemata
Von Glasersfeld schließt daraus, dass kognitive Organismen mindestens vier Merkmale besitzen müssen:
1. die Fähigkeit, und darüber hinaus die Neigung, im Strom der Erfahrung Wiederholungen festzustellen
2. die Fähigkeit zur Erinnerung, Erfahrungen wieder aufzurufen, also zu repräsentieren
3. die Fähigkeit, Vergleiche und Urteile in Bezug auf Ähnlichkeit und Unterschiedlichkeit vorzunehmen
4. die Eigenschaft, gewisse Erfahrungen anderen vorzuziehen und somit elementare Wertekriterien zu besitzen

Das Individuum baut daher Handlungsschemata auf, um adäquat mit der Welt umzugehen.
Auf der sensomotorischen Ebene dienen diese Handlungsschemata dem Überleben. Auf der mentalen Ebene, der Ebene der „reflexiven Abstraktion“ der Bildung viabler Begriffe, können Handlungsschemata beliebig ausprobiert und auf ihre Viabilität getestet werden. Auf dieser Ebene kann das Individuum daher „Gedankenexperimente“ durchführen. Erfahrungen können beliebig geteilt, zusammengefügt und neu gruppiert werden.
Das Individuum wird jeden Moment von Sinneseindrücken überschwemmt und wählt daher immer aktiv aus, was zentraler Gegenstand seiner Aufmerksamkeit ist. Dieser Vorgang muss nicht bewusst gesteuert sein. Die Aufmerksamkeit kann aber auch auf Gedankenexperimenten ruhen, also auf der Tätigkeit des Geistes. Das Individuum ist Akteur in beiden Situationen.

### Ein Konzept des ICH
So wie ein Individuum sein Bild von der Welt Stück für Stück aus seinen Erfahrungen konstruiert, so kann auch sein Bild/Wissen vom eigenen ICH auf ähnliche Weise aufgebaut werden. In der allgemeinen Erfahrung denken wir bei ICH an die individuelle Identität oder Kontinuität einer Person. Dieses ICH ist Ort allen Erlebens und gleichzeitig etwas aktiv Handelndes. Es kann sich bewegen und so Einfluss auf seine Wahrnehmung nehmen. „In gewissen Grenzen kann es sogar entscheiden, eine Erfahrung zu machen oder nicht.“
Wenn das „grundlegende ICH“ eines Menschen ausgebildet ist, entwickelt sich in der Pubertät das „soziale ICH“. Wir übernehmen als Akteure spezifische Verhaltensmuster und Rollen, die zu wesentlichen und unverwechselbaren Teilen dessen werden, „was wir dann unser Ich nennen“.
Der Konstruktivismus kann nach von Glasersfeld bisher (1996) nur viable Konzepte des ICH bieten, in denen es Ort des Erlebens über die Sinnesorgane ist. „Das Ich als wirkender Akteur der Konstruktion oder das Ich als Ort des subjektiven Bewußtseins scheint jedoch eine metaphysische Annahme zu sein und liegt daher außerhalb des Bereiches empirischer Konstruktion.“ Er stellt fest, dass ihm (1996) keine viable Erklärung des Bewusstseins bekannt ist.

### Ethik
Ernst von Glasersfeld folgert: „Der Konstruktivismus kann keine Ethik produzieren“. Dennoch ergeben sich aus dem radikalen Konstruktivismus ethische Konsequenzen, wie etwa, dass die Verantwortung für alles Tun und Denken demjenigen zugerechnet werden muss, der sie tut und denkt: dem einzelnen Individuum. Das Individuum selbst kann also durchaus ethisch handeln. Die Aussage von Glasersfelds bezieht sich nur auf die Theorie selbst. Er betont auch, ihm sei keine Erkenntnistheorie bekannt, aus der Ethik ableitbar wäre.
Eine Voraussetzung für ethisches Handeln sieht von Glasersfeld allerdings darin, dass Individuen auf andere Individuen angewiesen sind. Nur so kann ein Mensch schließlich „bestätigtes Wissen“ erreichen. Er muss anerkennen, dass andere Menschen wie er selbst „autonome Konstrukteure“ sind. Würde er sie zwingen, seine Ideen zu übernehmen, zerstörte er damit automatisch die Möglichkeit, ebendiese Bestätigung seiner Ideen zu erhalten. Im Gegensatz zu anderen Philosophien kann also der radikale Konstruktivismus zumindest diesen einen „fundamentalen“ Grund dafür nennen, das Menschsein anderer Menschen anzuerkennen.
Für Heinz von Foerster ist Ethik ein Versuch zur Vereinheitlichung. Er setzt seinen ethischen Imperativ so: „Heinz, handle stets so, dass die Anzahl der Wahlmöglichkeiten größer wird!“
Dass der (Radikale) Konstruktivismus für ethisches Handeln irrelevant ist, sich aber zahllose Handlungstheorien, wie die Psychologie, Psychotherapie, Beratung, Pädagogik, Soziale Arbeit, Organisationsentwicklung auf ihn als Grundlagentheorie beziehen, führt zu einer Argumentationslücke, wie dieses „Anregungsverhältnis“ von Erkenntnistheorie und Handlungstheorie aussehen soll. Holger Lindemann hat hierzu ein allgemeines Mehrebenenmodell entwickelt, das Übergänge zwischen Erklärungswissen, Orientierungswissen und Handlungswissen verdeutlicht, ohne dass den theoretischen Grundlagen eine normative Wirkung auf pragmatische Aspekte der Handlungswissenschaften zugesprochen wird.

### Die Anderen
Andere Menschen sind aus der Sicht des radikalen Konstruktivismus a) Konstruktionen eines Individuums, über die es Erwartungsschemata bildet und b) Teil der Welt „da draußen“. Im Zusammenstoß mit der „Welt da draußen“ (= der Realität) können die Erwartungsschemata des Individuums erfüllt oder enttäuscht werden und in diesem Fall entstehen Perturbationen. Diese nennt von Glasersfeld: Perturbationen sozialer Art. Sie sind viel häufiger als andere Anlässe von Perturbationen. Die Konstruktion des Anderen wird vom Individuum angepasst.
Damit ist aus der Sicht des radikalen Konstruktivismus auch klargestellt, dass Wissen nur als Konstruktion des jeweiligen Individuums vorliegt, andere Individuen haben auch Wissen, z. B. von den gleichen Vorgängen, aber ihre eigenen Konstruktionen darüber, die mit den eigenen Konstruktionen bestenfalls kompatibel sind. Solches Wissen besitzt Viabilität zweiter Ordnung (nicht konstruktivistisch spricht man von „bestätigten Tatsachen“ von „gemeinsamem Wissen“). Es ist „intersubjektiv“.

## Weitere Vertreter
Ernst von Glasersfeld entwickelte den radikalen Konstruktivismus aus seinem eigenen Erleben mit Sprache und in der Auseinandersetzung mit dem Philosophen Ludwig Wittgenstein. Er fand schließlich in den Arbeiten Piagets einen Schlüssel zu der Erkenntnistheorie, der Wissenstheorie, die er als „Radikalen Konstruktivismus“ bezeichnete.
Andere Wissenschaftler kommen auf ganz anderen Wegen zu konstruktivistischen Theorien.

### Heinz von Foerster
Heinz von Foerster, Professor für Biophysik und langjähriger Direktor des Biological Computer Laboratory in Illinois, formulierte auf der Grundlage der Kybernetik eine Theorie des Wissenserwerbs, die erklärt, wie menschliches Wissen ohne Zugang zu einer objektiven Realität entstehen kann.
Heinz von Foerster macht auf das Prinzip der undifferenzierten Kodierung aufmerksam: „Die Reaktion einer Nervenzelle enkodiert nicht die physikalischen Merkmale des Agens, das ihre Reaktion verursacht. Es wird lediglich das ‚so viel‘ an einem bestimmten Punkt meines Körpers enkodiert, nicht aber das ‚was‘.“
Erkennen als Tätigkeit des Nervensystems wird von ihm interpretiert als Errechnen einer Realität. Mit Errechnen ist ein ständiger Prozess gemeint, der nie zu einem abschließenden Resultat gelangt. Wissen existiert somit nicht statisch, in der Form einer stabilen Wirklichkeitsrepräsentation oder in molekularer Form, sondern wird immer wieder neu errechnet; von Foerster bezeichnet diese Form als „operatives Wissen.“
„Um einen Tisch zu erkennen und „Das ist ein Tisch“ zu sagen, muss ich weder im Gehirn die Buchstaben T I S C H stehen haben, noch braucht eine winzige Repräsentation eines Tisches (oder gar die „Idee“ des Tisches) irgendwo in mir zu sitzen. Ich brauche aber eine Struktur, die mir die verschiedenen Manifestationen einer Beschreibung errechnet“.
Heinz von Foerster revidiert damit seine ursprüngliche Idee eines Gedächtnisses auf Molekülbasis zugunsten eines „operativen Gedächtnisses“, das sich Erinnerung immer neu errechnet.

### Maturana und Varela
Humberto Maturana war Neurobiologe und entwickelte eine Theorie zur Existenz lebendiger Systeme als autonome dynamische Einheiten. Seit 1970 beschäftigte er sich als Neurophysiologe mit erkenntnistheoretischen Problemen über den Weg der „Biologie des Erkennens“. Zusammen mit Francisco Varela hat er maßgeblich das Konzept der Autopoiese entwickelt. Varela war Biologe, Philosoph und Neurowissenschaftler. Weder Varela noch Maturana wollten als Konstruktivisten bezeichnet werden.
Maturana sieht Sprache eher in Bezug auf ihre soziale Funktion. Er überschreitet mit seinen Aussagen zur sozialen Koppelung und zur Kultur eine Grenze, die Ernst von Glasersfeld klar zieht: Aus dem (radikalen) Konstruktivismus könne und dürfe man keine Werte und keine Ethik ableiten. Das könne eine Erkenntnistheorie grundsätzlich nicht leisten.
Die Annahme von Maturana und Varela, dass jedes Individuum seine subjektive Welt konstruiert, ohne Zugang zu einer objektiven Realität, bedeutet nicht, dass keine soziale Kontrolle der Konstruktionsleistungen unter den Menschen stattfindet (siehe auch: Der Baum der Erkenntnis). Die Sprache ermöglicht den Menschen Bereiche der sogenannten Konsensualität (im Sinne einer Einigung über die Beschaffenheit eines Umstandes oder einer Sache) und der über-individuellen Sinnstiftung, in denen sie existieren und die für sie Wirklichkeit sind. Diesen Bereich nennen Maturana und Varela den „Bereich sozialer Koppelung“.
Menschliche Individuen erzeugen eine „zweite Realitätsdimension“ dadurch, dass sie Anderen mittels des Gebrauchs von Begriffen unterstellen, dass ihre eigenen Konstruktionen denen der Anderen gleichen, und erleben sich selbst als Teil einer Gemeinschaft, indem sie annehmen und behaupten, dass die eigenen Konstruktionen denen der Anderen zumindest weitgehend entsprechen. Sie konstruieren also neben der singulären eigenen Welt auch eine soziale Welt der Gemeinschaft, die sich durch sprachliche Verhaltenskoordination auszeichnet und mehrdimensionale Bedeutungszusammenhänge (Politik, Religion, Brauchtum, Wissenschaft etc.) schafft, die sie als Kultur bezeichnen können.
Die Erfahrung von Stabilität und Kontinuität der eigenen konstruierten Wirklichkeit ist über die sinnliche Wahrnehmung des Individuums hinaus abhängig von der Bestätigung dieser Wahrnehmung durch andere Beobachter. Diese Konsensualität wird über die Sprache erarbeitet; durch den Aufbau gemeinsamer Konstruktionen in der Koexistenz von menschlichen Beobachtern kommt es zum Aufbau von sozial akzeptierten Wirklichkeiten, z. B. eines gemeinsamen ethischen Systems oder „gleicher“ Ansichten über eine Angelegenheit.
Stabilität wird dadurch erreicht, dass „Menschen ständig ihre eigene Koordination von Sinneserfahrungen anderen Menschen unterschieben, wobei es aufgrund dieser Wechselseitigkeit zu einer Bestätigung und Stabilisierung der konstruierten Wirklichkeit kommt“.
Ein Kind lernt Sprache radikal-konstruktivistisch betrachtet nicht als ein System der „Informationsübertragung“, sondern als eine Form der „Verhaltenskoordination“. Es muss durch Versuch-und-Irrtum-Strategien lernen, die Vielzahl von sprachlichen Äußerungen der Erwachsenen mit erwünschten Reaktionsweisen seinerseits zu verbinden. So koordinieren die Worte Besteck/Demokratie unsere Handlungen im Hinblick darauf, was ein Mensch tut, wenn er mit Besteck/Demokratie umgeht. Durch das Wort „Besteck“ und genauso durch alle anderen Wörter wird also nicht Information übermittelt, sondern es wird im Empfänger etwas Spezifisches ausgelöst, was von seiner Struktur und damit indirekt von seiner Sozialisation her determiniert ist.
Kulturelle Wirklichkeiten sind für den Menschen aber nicht absolut zwingend, denn er hat die Möglichkeit, diese zu reflektieren (= sich ihres Konstruktionscharakters zu vergewissern) und umzudefinieren. Die determinierende Wirksamkeit der durch Sozialisation vermittelten Kulturtechniken wird gebrochen von der kognitiven Autonomie des Individuums.
Kommunikation ist nach Maturana definiert als „das gegenseitige Auslösen von koordinierten Verhaltensweisen unter den Mitgliedern einer sozialen Einheit“.
Der konstruktivistische Ansatz weist also die Vorstellung zurück, dass durch Kommunikation Informationen im traditionellen Sinn von einem Sender auf einen Empfänger übertragen werden, denn „diese Vorstellung geht von nicht strukturdeterminierten Einheiten aus, für die Interaktionen vorschreibenden (instruierenden) Charakter haben, was bedeuten würde, dass das, was in einem System geschieht, durch das perturbierende Agens und nicht durch die strukturelle Dynamik des Systems determiniert ist. Dabei ist doch selbst im Alltag offensichtlich, dass Kommunikation so nicht stattfindet: Jede Person sagt, was sie sagt, und hört, was sie hört, gemäß ihrer eigenen Strukturdeterminiertheit; dass etwas gesagt wird, garantiert nicht, dass es auch gehört wird. […] Das Phänomen der Kommunikation hängt nicht von dem ab, was übermittelt wird, sondern von dem, was im Empfänger geschieht. Und dies hat wenig zu tun mit ‚übertragener Information‘.“
Die zentralen Merkmale menschlicher sozialer Systeme sind der von ihren Mitgliedern erzeugte sprachliche „Bereich der Ko-Existenz“ sowie die „Erweiterung der Eigenschaften seiner Mitglieder“. Es verhält sich also auf der Ebene der sozialen Systeme biologisch betrachtet gerade umgekehrt als auf der Ebene der lebenden Systeme: „Der Organismus schränkt die individuelle Kreativität der ihn bildenden Einheiten (= Organe) ein, da diese Einheiten für den Organismus existieren. Das menschliche soziale System erweitert die individuelle Kreativität seiner Mitglieder, da das System für die Mitglieder existiert.“ In der konstruktivistischen Anthropologie ist die Funktion der Sprache und der daraus erwachsenden sozialen Systeme die Erweiterung der individuellen Entwicklungsmöglichkeiten innerhalb der Ontogenese, was einen evolutionären Vorteil bedeutet. Wenn menschliche Gemeinschaften Zwangsmechanismen zur Stabilisierung aller Verhaltensdimensionen ihrer Mitglieder heranziehen, so die umgekehrte Schlussfolgerung der Autoren, verlieren diese Systeme ihre „soziale Eigenschaft“, da sie die Entwicklungsmöglichkeiten ihrer Mitglieder nicht erweitern, sondern einschränken.
Kultur bedeutet bei Maturana und Varela den gesamten Verbund an ontogenetisch erworbenen Verhaltensmustern, die innerhalb der kommunikativen Dynamik eines sozialen Milieus eine generationenübergreifende Stabilität aufweisen. Die Koppelung zwischen den Generationen sowie die Mischung aus Dynamik und Kontinuität innerhalb verschiedener Traditionslinien entstehen durch die ständige Selektion von viablen Verhaltensweisen, durch Nachahmung und durch die erwähnte Mehrdeutigkeit von sprachlicher Kommunikation. „Kulturelles Verhalten entsteht also nicht aus einem besonderen Mechanismus; es stellt nur einen besonderen Fall von Kommunikation dar. Das Besondere daran ist, dass es als Konsequenz eines sozialen Lebens über Generationen hinweg entsteht, wobei die Mitglieder dieses sozialen Gefüges dauernd durch neue abgelöst werden“.

## Abgrenzung
Der Konstruktivismus grenzt sich zum Falsifikationismus und vom Solipsismus ab. Zwar entspricht der Prozess der Entwicklung neuer und besserer Theorien jenem, der im Rahmen des Falsifikationismus angenommen wird. Allerdings wird verneint, dass diese Theorien die Realität auch besser (oder überhaupt) beschreiben können. Da wir die Realität ja nicht kennen, kann auch nicht behauptet werden, dass diese oder jene Theorie diese Realität besser beschreibt. Beschreibt Newton oder Einstein die Realität besser? Es lässt sich nur sagen, dass sich mit der Relativitätstheorie weniger Widersprüche ergeben als mit der Physik Newtons.
Dem Instrumentalismus, der in großen Teilen davon ausgeht, Theorien entwickelten sich evolutionär und unpassende Modelle der Realität würden somit zwangsläufig von passenderen, näher an der Realität stehenden Vorstellungen von der Welt ersetzt, stellt der Konstruktivismus entgegen, dass eine Annäherung an eine objektive Realität durch bessere Theorien deshalb nicht erreicht werden kann, weil kein Vergleich mit der objektiven Realität möglich ist.
Es lässt sich auch eine deutliche Nähe zur Erkenntnistheorie Kants feststellen. Auch für Immanuel Kant ist das „Ding an sich“ – so wie es wirklich ist – nicht erkennbar, wohl aber das Ding, so wie es sich für uns Menschen darstellt (vgl. Kritik der reinen Vernunft). Bei Kant gibt es einen Weg, der von den Dingen, wie sie uns erscheinen, zu unseren Vorstellungen von den Dingen führt. Hier unterscheidet sich der radikale Konstruktivismus von Kant: Von unserer Wahrnehmung führt kein Weg zu irgendwelchen objektiven Vorstellungen von Dingen, weil ein Vergleich der Erscheinung der Dinge mit dem Ding an sich nicht möglich ist und so „Objektivität“ gar nicht erreicht werden kann.
Auch innerhalb konstruktivistischer Diskurse ist die Zuordnung einzelner Autoren zum Radikalen Konstruktivismus oder zu einem der zahlreichen anderen Konstruktivismen nicht immer einfach. In den letzten Jahren wird dies dadurch erschwert, dass verschiedene Vertreter konstruktivistischer Positionen ihre Theorien modifiziert haben – so benannte beispielsweise Gerhard Roth seine Position ausdrücklich als einen neurobiologischen Konstruktivismus; Siegfried J. Schmidt behauptet mit einem Buchtitel den „Abschied vom Konstruktivismus“ und Björn Kraus hat ausgehend von einer radikalkonstruktivistischen Position inzwischen einen stärker sozialtheoretisch geprägten Relationalen Konstruktivismus entwickelt. Zumindest bei Roth und Kraus sind die theoretischen Grundlagen weiterhin radikalkonstruktivistisch.

## Kritik
Das Konzept des radikalen Konstruktivismus stößt in wissenschaftstheoretischen Abhandlungen auch auf Kritik. Die wesentlichen kritisierten Punkte lassen sich nach Rainer Schnell und anderen folgendermaßen zusammenfassen: Die Begründung für den radikalen Konstruktivismus basiert auf wissenschaftlichen Erkenntnissen, die nach seiner eigenen Definition keine Gültigkeit haben können, denn ein nicht vorhandener Zugang zur Wirklichkeit, wie ihn der radikale Konstruktivismus postuliert, kann als Teil der Wirklichkeit nicht erkannt werden. Somit hat der radikale Konstruktivismus ein „Selbstanwendungsproblem“. Ein weiterer Vorwurf besteht darin, dass der radikale Konstruktivismus die Existenz einer von der menschlichen Erkenntnis unabhängigen Realität leugne. Er wäre somit also eine Form des Solipsismus.